# تنغستات الكادميوم
 تنغستات الكادميوم  (بالإنجليزية: Cadmium tungstate)‏ مركب كيميائي له الصيغة CdWO4 أو اختصاراً CWO، ويكون على شكل بلورات عديمة اللون.

## الخواص
- إن مركب تنغستات الكادميوم ضعيف الانحلالية في الماء، وله كثافة ونقطة انصهار مرتفعة نسبياً.
- بلورات تنغستات الكادميوم عديمة اللون، وتصدر الضوء عندما تسقط عليها أشعة غاما والأشعة السينية، مما يجعل لها تطبيقات ككاشف للإشعاع المؤين. إن طول موجة قمة الوميض له تبلغ 520 نانومتر. يكون مجال الإصدار له ما بين 330 إلى 540 نانومتر. كما أن للكاشف كفاءة تبلغ 13000 فوتون/إلكترون فولت. للكاشف مردود ضوئي عال نسبياً، بحيث أن الضوء الصادر منه يبلغ 40% من الذي ليوديد الصوديوم.

## التحضير
يمكن الحصول على جسيمات نانوية (قضبان نانوية) من تنغستات الكادميوم باستخدام طريقة مائية حرارية.

## الاستخدامات
- يستخدم في صناعة الكواشف المستخدمة للكشف عن أشعة غاما والأشعة السينية، وذلك بوجود كربيد البورون، كما يستخدم في مجال التصوير الطبقي المحوسب.
- استخدم تنغستات الكادميوم كبيدل لمركب تنغستات الكالسيوم في بعض أجهزة التنظير الفلوري Fluoroscopy منذ أربعينيات القرن العشرين.[3]